# Tuckahoe (Virgínia)
Tuckahoe és una concentració de població designada pel cens dels Estats Units a l'estat de Virgínia. Segons el cens del 2000 tenia 43.242 habitants.

## Demografia
Segons el cens del 2000, Tuckahoe tenia 43.242 habitants, 18.126 habitatges, i 11.963 famílies. La densitat de població era de 811,7 habitants per km².
Dels 18.126 habitatges en un 29,8% hi vivien nens de menys de 18 anys, en un 55% hi vivien parelles casades, en un 8,6% dones solteres, i en un 34% no eren unitats familiars. En el 28,4% dels habitatges hi vivien persones soles l'11,1% de les quals corresponia a persones de 65 anys o més que vivien soles. El nombre mitjà de persones vivint en cada habitatge era de 2,36 i el nombre mitjà de persones que vivien en cada família era de 2,92.
Per edats la població es repartia de la següent manera: un 23,2% tenia menys de 18 anys, un 6,6% entre 18 i 24, un 27,7% entre 25 i 44, un 24,7% de 45 a 60 i un 17,8% 65 anys o més.
L'edat mediana era de 40 anys. Per cada 100 dones de 18 o més anys hi havia 83,4 homes.
La renda mediana per habitatge era de 55.420 $ i la renda mediana per família de 68.328 $. Els homes tenien una renda mediana de 45.707 $ mentre que les dones 31.850 $. La renda per capita de la població era de 33.851 $. Entorn del 2,4% de les famílies i el 4% de la població estaven per davall del llindar de pobresa.

## Poblacions més properes
El següent diagrama mostra les poblacions més properes.